# Кирилюк, Фёдор Кузьмич
Фёдор Кузьмич Кирилюк — советский хозяйственный, государственный и политический деятель, Герой Социалистического Труда.

## Биография
Родился в 1922 году в селе Нестеровка. Член КПСС.
Участник Великой Отечественной войны, командир орудия взвода 45-мм орудий 2-го стрелкового батальона 552-го стрелкового полка 191-й стрелковой дивизии. С 1946 года — на хозяйственной, общественной и политической работе. В 1946—1982 гг. — слушатель педагогического училища, учитель, партийный работник в Черкасской области, пропагандист Маньковского райкома КП Украины, секретарь райкома комсомола, председатель колхоза имени Мичурина в селе Нестеровка Маньковского района Черкасской области Украинской ССР.
Указом Президиума Верховного Совета СССР от 8 апреля 1971 года присвоено звание Героя Социалистического Труда с вручением ордена Ленина и золотой медали «Серп и Молот».
Умер в селе Нестеровка после 1985 года.